# Lucio Spadaro
Lucio Spadaro (Nápoles, 25 de febrero de 1991) es un deportista italiano que compitió en natación. Ganó una medalla de oro en el Campeonato Europeo de Natación en Piscina Corta de 2010, en la prueba de 4 × 50 m libre.

## Palmarés internacional
| Campeonato Europeo en Piscina Corta | Campeonato Europeo en Piscina Corta | Campeonato Europeo en Piscina Corta | Campeonato Europeo en Piscina Corta |
| Año                                 | Lugar                               | Medalla                             | Prueba                              |
| ----------------------------------- | ----------------------------------- | ----------------------------------- | ----------------------------------- |
| 2010                                | Eindhoven ( Países Bajos)           | Medalla de oro                      | 4 × 50 m libre                      |